# Seoul Open 1994
Il Seoul Open 1994 è stato un torneo di tennis giocato sul cemento. È stata l'8ª edizione del torneo, che fa parte della categoria World Series nell'ambito dell'ATP Tour 1994. Si è giocato a Seul in Corea del Sud dal 18 al 25 aprile 1994.

## Campioni

### Singolare maschile
Jeremy Bates ha battuto in finale  Jörn Renzenbrink con il punteggio di 6–4, 6–7 (6–8), 6–3

### Doppio maschile
Stéphane Simian /  Kenny Thorne hanno battuto in finale  Kent Kinnear /  Sébastien Lareau con il punteggio di 6–4, 3–6, 7–5